# Betula populifolia
Betula populifolia är en björkväxtart som beskrevs av Humphry Marshall. Betula populifolia ingår i släktet björkar, och familjen björkväxter. Inga underarter finns listade.
Arten förekommer i östra Kanada och östra USA. Betula populifolia ingår i lövskogar och blandskogar. Exemplaren kan bli 10 meter höga. De lever ungefär 50 år.
För beståndet är inga hot kända. Hela populationen anses vara stor. IUCN listar arten som livskraftig (LC).

## Bildgalleri

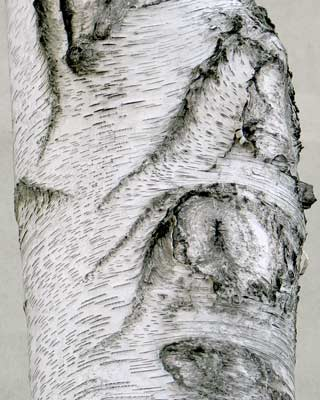
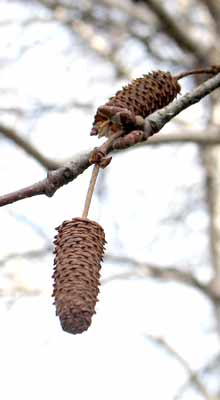
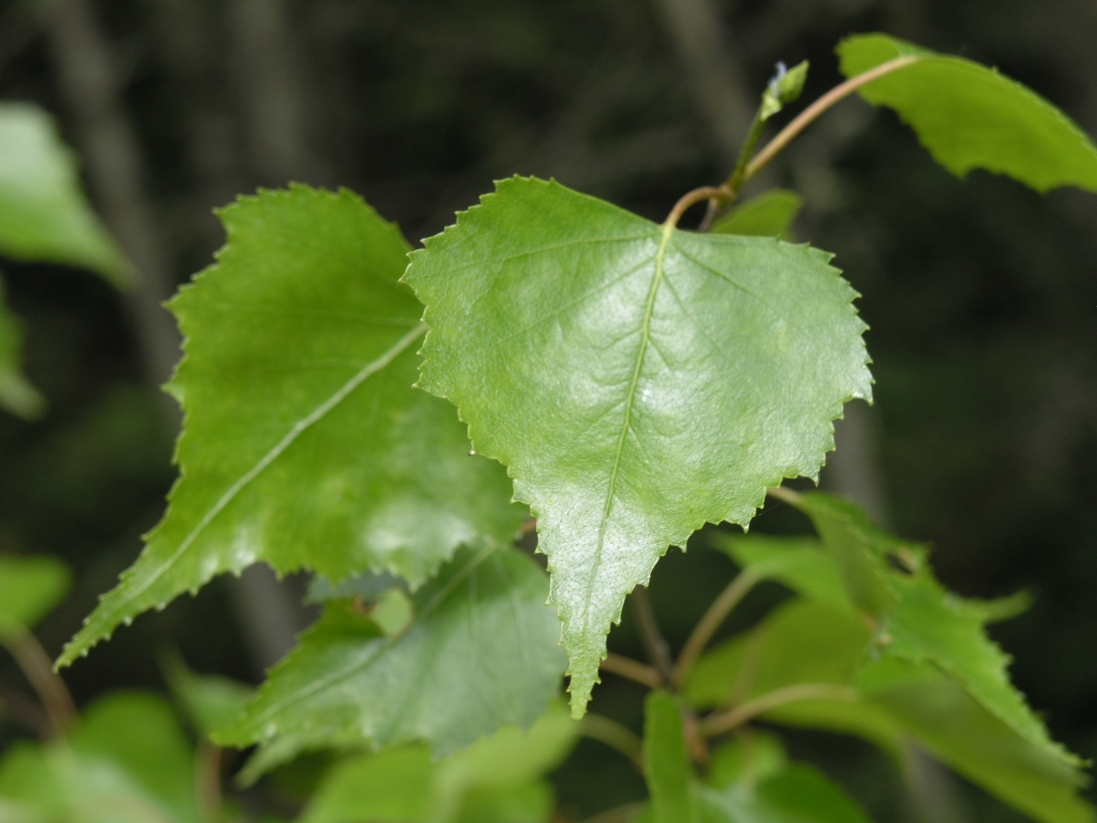
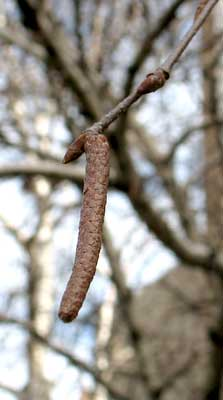
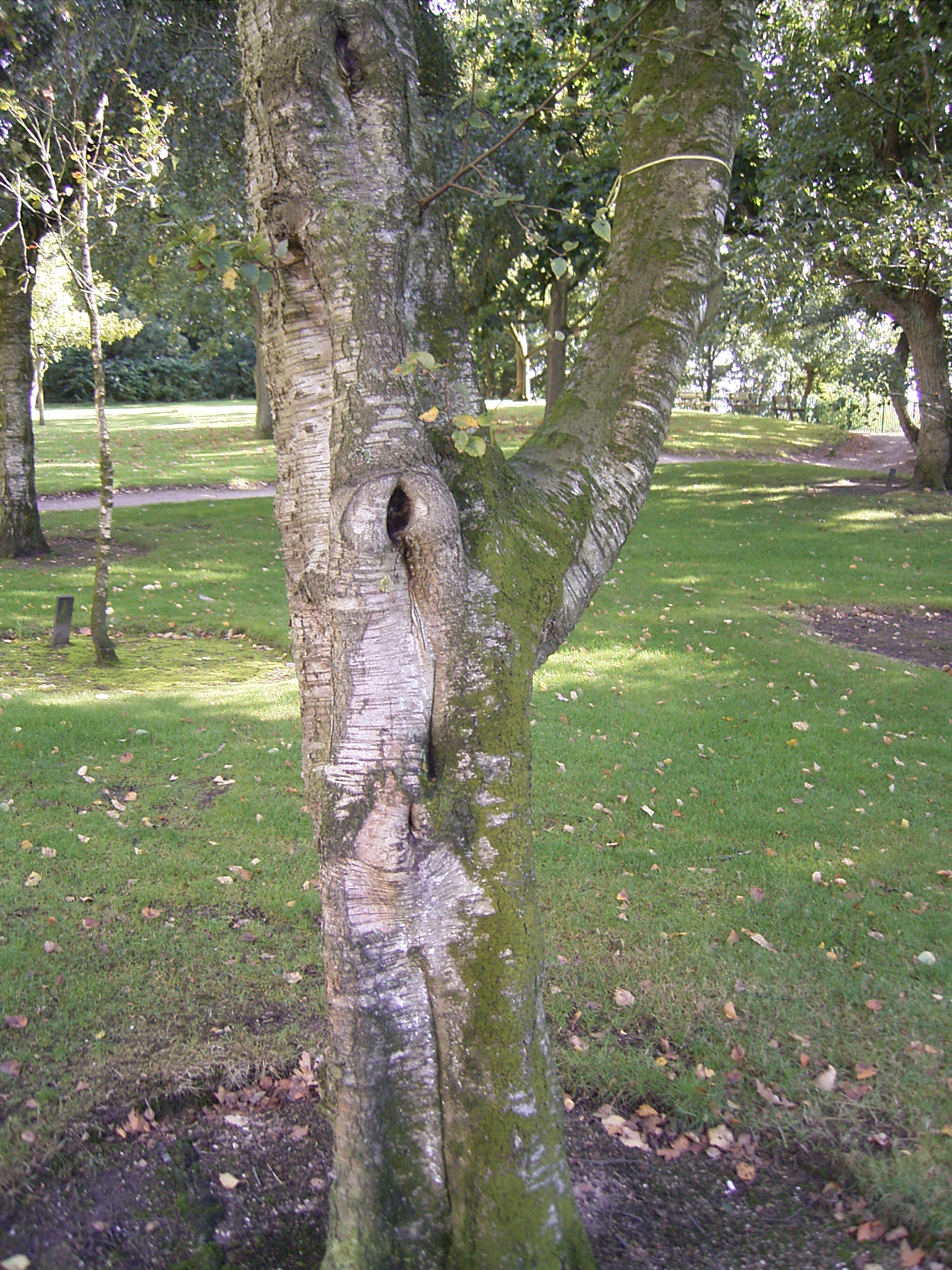
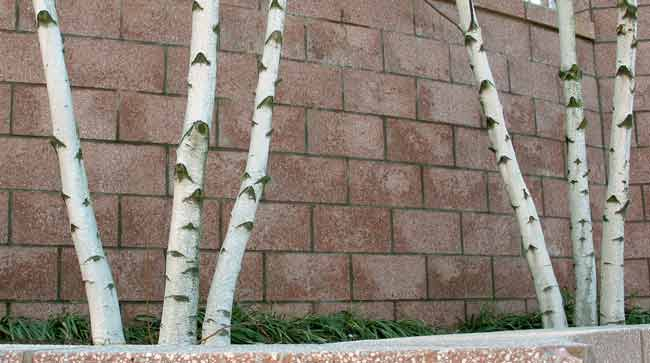